# Kraśnik
Kraśnikⓘ é um município no sudeste da Polônia. Pertence à voivodia de Lublin, no condado de Kraśnik. É a sede da comuna urbana de Kraśnik, localizada a 49 km a sudoeste de Lublin. Nos anos 1975−1998, a cidade pertenceu administrativamente à voivodia de Lublin.
Historicamente, Kraśnik está localizado na Pequena Polônia, inicialmente pertencente à Terra de Sandomierz e depois à Terra de Lublin. A cidade nobre foi fundada na segunda metade do século XVI no condado administrativo da voivodia de Lublin.
Estende-se por uma área de 26,1 km², com 33 382 habitantes, segundo o censo de 31 de dezembro de 2021, com uma densidade populacional de 1 279 hab./km².

## Meio Ambiente

### Localização
Kraśnik está localizada no planalto de Lublin, 49 km a sudoeste de Lublin. A cidade se estende ao longo do rio Wyżnica em ambos os lados das colinas de Urzędowskie.
Roztocze Ocidental tem seu início nas proximidades da cidade.

### Estrutura da área
Segundo dados de 31 de dezembro de 2021, Kraśnik tem uma área de 26,1 km², compreendendo:
- Terras agrícolas: 45%
- Área florestal: 17%

A cidade ocupa 2,51% da área do condado de Kraśnik.
Em 1 de janeiro de 2011, uma parte da aldeia de Suchynia com uma área de 55,39 hectares da comuna de Kraśnik e parte da aldeia de Wyżnica-Kolonia com a área de 2,11 ha da comuna de Dzierzkowice foram incorporadas à cidade.

## Divisão administrativa
A cidade de Kraśnik consiste em duas partes principais: ao sudeste, Kraśnik Stary (também chamada de Kraśnik Lubelski ou o Bairro Antigo) e ao noroeste, Kraśnik Fabryczny (também chamada de Bairro Fabryczna), que eram cidades separadas antes de 1975. As duas partes estão separadas por 6 km e estão ligadas pela rua retilínea Urzędowska. O cruzamento da rua Lubelska com Jagiellońska, as ruas Andrzeja Struga e Mostowa no Bairro Antigo é considerado o ponto focal de Kraśnik, por ser nesta parte da cidade que está localizado o principal centro de transporte.
As partes acima mencionadas da cidade podem ser divididas em conjuntos habitacionais:
- Kraśnik Fabryczny − o nome vem da fábrica de rolamentos localizada nesta parte, onde um conjunto habitacional foi construído a partir da década de 1930. É dividido em distritos de registro que não fazem parte oficialmente da cidade: Norte, Oeste, Leste. Na zona Norte distinguem-se conjuntos habitacionais não oficiais: Młodych, Metalowców, Słoneczne (anteriormente Dąbrowszczaków) os quais são conjuntos habitacionais de blocos de apartamentos. Nos restantes recintos existem conjuntos habitacionais de moradias unifamiliares. Na parte sul do Distrito Industrial, edifícios na rua Chłodna é a parte oficial da cidade de Wyżnianka-Kolonia, que anteriormente fazia parte da vila de mesmo nome na comuna de Dzierzkowice. Na parte noroeste do distrito de Fabryczna, há um alojamento da guarda-florestal, sendo a parte oficial da cidade de Gajówka Budzyń.
- Kraśnik Stary − o nome refere-se à parte mais antiga da cidade. Esta parte inclui as propriedades oficiais de blocos de apartamentos (no norte): Koszary, Zarzecze Drugie; conjuntos habitacionais de casas unifamiliares (no oeste, sul e leste): Bojanówka, Góry, Kwiatkowice, Lasy, Podlesie, Spławy, Estação Ferroviária (também conhecida como Kolejowe), Zarzecze Duże; um conjunto habitacional de prédios residenciais e casas unifamiliares (no centro): Stare Miasto, Ośrodek-Miasto; e um complexo de fábricas de tijolo chamado Cegielnie, localizado a oeste do centro da cidade.

Os seguintes conjuntos habitacionais estão localizados entre as principais partes da cidade, ao longo da rua Urzędowska:
- Piaski − anteriormente uma vila, na década de 1990, a leste da rua Urzędowska, foi construído um conjunto habitacional de blocos de apartamentos.
- Budzyń − anteriormente uma aldeia, nesta parte da cidade existe o Reservatório de Kraśnik e áreas de investimento na Subzona de Kraśnik da Zona Econômica Especial de Tarnobrzeg.

## História

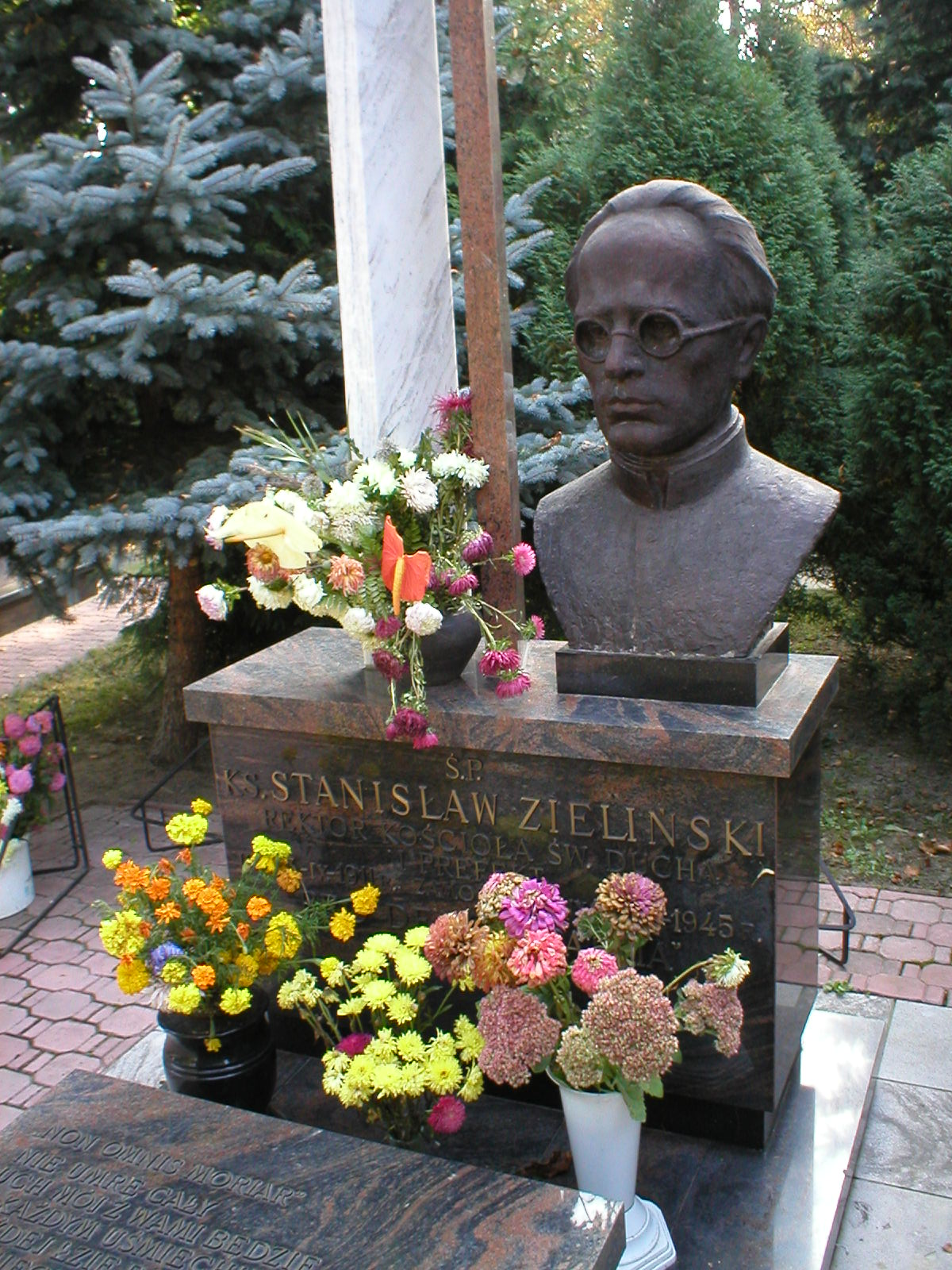
Busto do padre Stanisław Zieliński em sua lápide na igreja do Espírito Santo

A cidade está localizada na antiga rota que ligava a Silésia e as montanhas Świętokrzyskie a Volodimir e Kiev. Desde o início do século XIII até a segunda metade do século XIV, Kraśnik fazia parte da castelania de Zawichost. Na segunda metade do século XIV, pertenceu à família Gorajski. Em 1377, o rei Luís I da Hungria confirmou a propriedade e concedeu a Kraśnik a lei alemã em vez da lei polonesa. Em 1403, existia uma igreja paroquial de São Paulo. Antes de 1410, como dote de Anna z Goraj, filha de Dymitr z Goraj, brasão Korczak, a cidade passou para as mãos da família Tęczyński. Foram eles que a fizeram florescer. A partir de 1558, os proprietários da cidade eram os príncipes Olelkowicze-Słucki e, posteriormente, a família Radziwiłł. Em 1604, a cidade foi comprada pelo Grande Hetman da Coroa, Jan Zamoyski, que a incluiu na propriedade Zamoyski, que fez parte dela até 1866. A cidade foi repetidamente destruída por incêndios, o maior dos quais, iniciado pelos suecos em 1657. Em 1813, 3/4 dos prédios e a prefeitura foram incendiados.
A partir do século XIV, a cidade foi cercada por muralhas. Em seu lugar, por volta de 1465, por iniciativa de Jan Tęczyński, foram erguidas muros defensivos de tijolo e pedra com dois portões: Lublin e Sandomierz. Foram demolidos na segunda metade do século XIX. Pontos adicionais de resistência foram a igreja cercada por um muro alto e o castelo. Este último foi construído no século XIV a noroeste da cidade, numa montanha rodeada de zonas úmidas. Era um edifício de quatro lados feito de pedra e madeira. No seu pátio existia uma capela de Nossa Senhora do Loreto. Já em 1646, o castelo estava em declínio e, em 1657, foi totalmente destruído pelos suecos. As suas ruínas foram demolidas na primeira metade do século XVIII. Em 1878, após participar da Revolta de Janeiro, Kraśnik perdeu seus privilégios de cidade.
Em 1914 e 1915, pesadas lutas austro-russas aconteceram perto da cidade (Batalha de Kraśnik). Para melhorar o abastecimento da frente de combate, os russos construíram a linha férrea Lublin-Rozwadów, que entrou em operação em 31 de dezembro de 1914.
Após a restauração da independência, foi concedido de novo o direito de cidade a Kraśnik. Entre 1937 e 1938, como parte da criação do Distrito Industrial Central, uma fábrica de armamento foi construída ao norte da cidade, na floresta de Budzyn. Era para produzir munição para a artilharia, mas apenas a produção de rastilhos começou. A fábrica foi tomada pelos alemães e as peças para a aeronave Heinkel foram produzidas aqui. Em 1939, a área da cidade foi ampliada em detrimento da comuna de Dzierzkowice.
A partir de 1922, estacionou na cidade o 24.º Regimento de Cavalaria, que durante a Campanha de setembro de 1939 participou das lutas na composição da 10.ª Brigada de Cavalaria.
Na época da agressão alemã contra a Polônia, uma chamada barreira policial militar para auxiliar os soldados poloneses perdidos a chegar às unidades em formação do exército polonês. Durante a ocupação, em 1942, foi criado em Budzyń um campo de concentração, subcampo do Lublin (KL). Em 9 de outubro de 1942, um destacamento da Guarda Popular sob o comando de Grzegorz Korczyński invadiu a prisão em Kraśnik e libertou várias dezenas de presos. Durante a operação, houve uma luta, na qual dois gendarmes e um guerrilheiro foram mortos. Na noite de 31 de dezembro de 1942 para 1 de janeiro de 1943, como parte da Operação “Wieniec II”, um bueiro ferroviário perto de Kraśnik foi explodido. A unidade Szare Szeregi era comandada por Tadeusz Zawadzki (pseudônimo de Zośka), o herói do livro de Aleksander Kamiński, Kamienie na szaniec.
Em 10 de março de 1945, o padre Stanisław Zieliński, deão da igreja do Espírito Santo e capelão das Forças Armadas Nacionais, foi assassinado por “agressores desconhecidos” em Kraśnik.
Em maio de 1949, a produção foi iniciada na Fabryka Wyrobów Metalowych (produção de rolamentos de esferas e ferramentas de precisão).
Em 1975, as cidades de Kraśnik Lubelski e a vizinha Kraśnik Fabryczny, bem como as aldeias entre elas, Piaski e Budzyń, foram fundidas em uma única cidade.

## Monumentos históricos

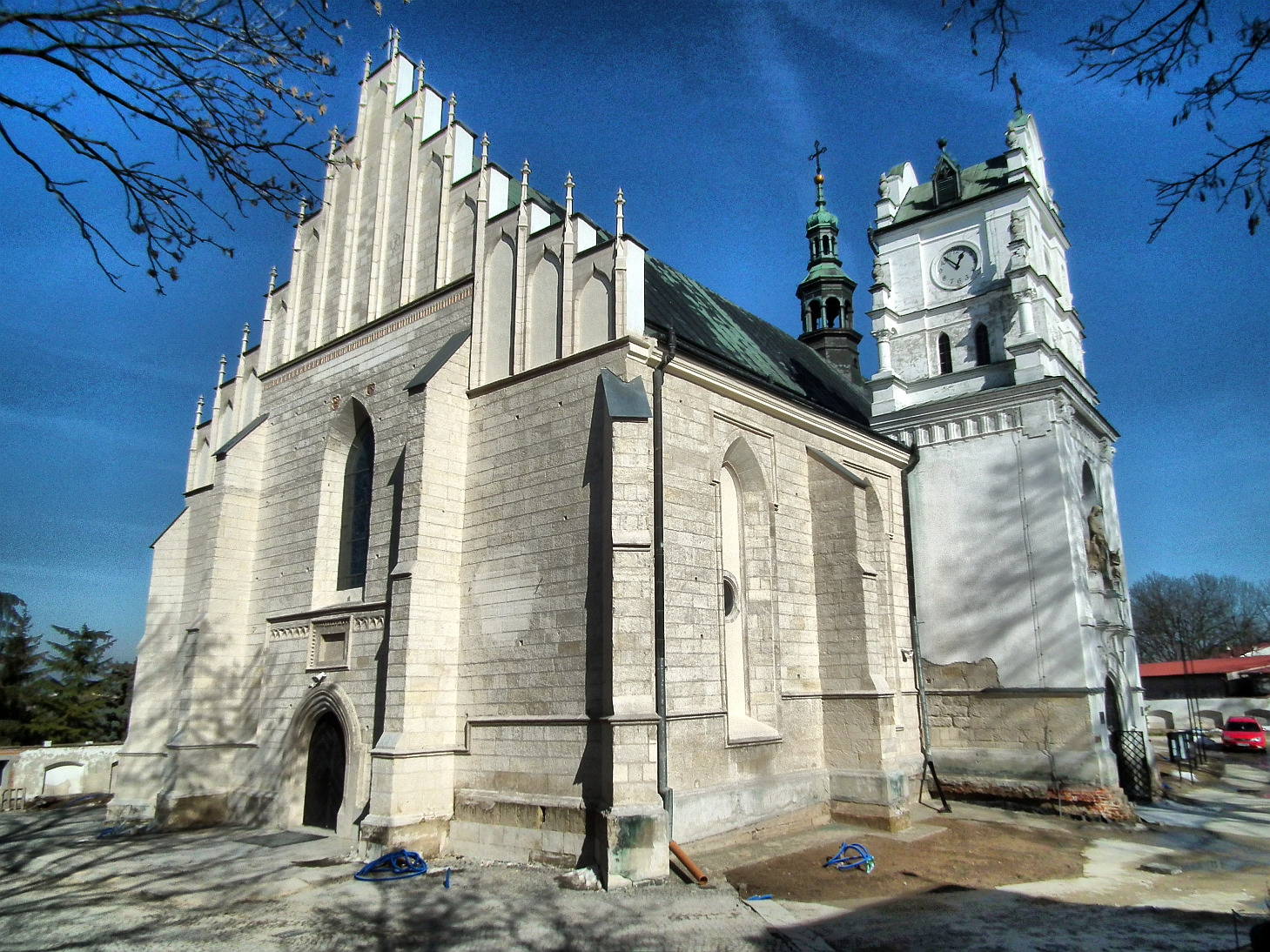
Igreja paroquial da Assunção da Bem-Aventurada Virgem Maria

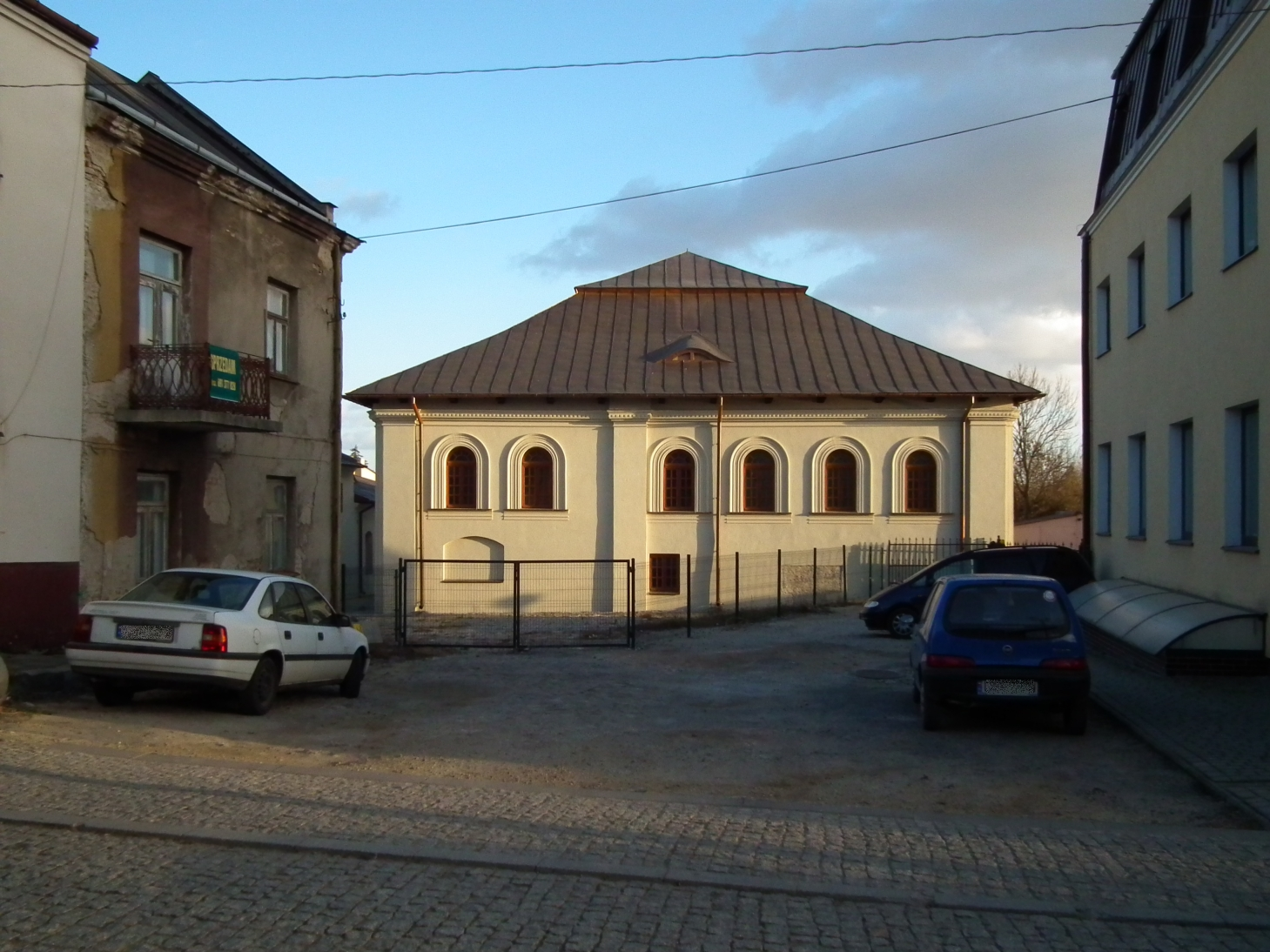
Grande Sinagoga

- Igreja paroquial da Assunção da Bem-Aventurada Virgem Maria e o Mosteiro dos Cônegos Regulares. É composto pelos seguintes edifícios:
  - Igreja paroquial da Assunção da Bem-Aventurada Virgem Maria e de Santo Agostinho, no formato de uma pseudo-basílica
  - Mosteiro − um edifício barroco com fragmentos góticos e renascentistas
  - Campanário − erguido antes de 1682. Existem sinos de 1758 e 1845
  - Capela classicista de São Jacinto, construída no final do século XVIII
  - O muro que envolve o mosteiro foi erguido na primeira metade do século XVII
- Igreja barroca do Espírito Santo dos anos 1758–1761
  - O edifício de madeira do hospital para os pobres (chamado Mansão Larch) foi preservado ao lado dela
- Grande Sinagoga e Pequena Sinagoga de 1654 e do século XIX:
  - Ambas preservaram bimás e fragmentos de policromia
- Novo cemitério judaico (havia dois outros cemitérios em Kraśnik − o mais antigo e o antigo)
- Colina do castelo com os restos de um castelo de tijolos construído na virada dos séculos XIV e XV. Depois foi reconstruído na segunda metade do século XV, altura em que foi construído o solar no monte. O castelo foi mencionado pela primeira vez em 1589.[11] O inventário de 1612 descreve que o castelo, de planta quadrilateral, era constituído por um solar rodeado por cerca, cavalariça, torre e portão, ao qual se entrava por uma ponte sobre um fosso. Em redor do castelo existiam edifícios agrícolas: cozinhas, cocheiras, cavalariças, uma padaria e uma cervejaria com dois tanques, uma horta e um pasto por onde corria um rio com um moinho de duas rodas. Os inventários mencionam nos edifícios do castelo um antigo castelo separado do castelo por um fosso. Existia aqui uma igreja de madeira ao cuidado do pároco e do mosteiro.[12]
- Traços das antigas fortificações da cidade − são visíveis na rua Podwalna
- Cemitério − nas ruas Tadeusz Kościuszko e Cmentarn com lápides preservadas do século XIX.

## Clima
Conforme a classificação climática de Köppen-Geiger, Kraśnik situa-se na zona Cfb − clima temperado oceânico. Na cidade de Kraśnik, a temperatura média anual é de 8,9° C. Nesta área, a precipitação média anual é de 756 mm. Está localizada no Hemisfério Norte. Os meses de verão são: junho, julho, agosto, setembro. O mês mais seco é fevereiro, com 46 mm de precipitação. O mês mais quente do ano é julho, com temperatura média de 19,8 °C. A temperatura média mais baixa do ano ocorre em janeiro e é de aproximadamente -2,5 °C.
A diferença de precipitação entre o mês mais seco e o mais úmido é de 50 mm. A variação de temperatura durante o ano é de 22,3 °C. O mês com a maior umidade relativa é novembro (84%). O mês com a menor umidade relativa é abril (67%). O mês com o maior número de dias de chuva é julho (10 dias). O mês com o menor número é outubro (7 dias).
| Dados climatológicos para Kraśnik | Dados climatológicos para Kraśnik | Dados climatológicos para Kraśnik | Dados climatológicos para Kraśnik | Dados climatológicos para Kraśnik | Dados climatológicos para Kraśnik | Dados climatológicos para Kraśnik | Dados climatológicos para Kraśnik | Dados climatológicos para Kraśnik | Dados climatológicos para Kraśnik | Dados climatológicos para Kraśnik | Dados climatológicos para Kraśnik | Dados climatológicos para Kraśnik | Dados climatológicos para Kraśnik |
| Mês | Jan                               | Fev                               | Mar                               | Abr                               | Mai                               | Jun                               | Jul                               | Ago                               | Set                               | Out                               | Nov                               | Dez                               | Ano                               |
| --- | --------------------------------- | --------------------------------- | --------------------------------- | --------------------------------- | --------------------------------- | --------------------------------- | --------------------------------- | --------------------------------- | --------------------------------- | --------------------------------- | --------------------------------- | --------------------------------- | --------------------------------- |
| Temperatura máxima média (°C) | −0,2                              | 1,7                               | 6,7                               | 13,7                              | 18,7                              | 21,8                              | 23,9                              | 23,4                              | 18,3                              | 12,4                              | 6,9                               | 1,9                               | 12,4                              |
| Temperatura média (°C) | −2,5                              | −1,2                              | 2,8                               | 9,2                               | 14,4                              | 17,7                              | 19,8                              | 19,2                              | 14,4                              | 9,0                               | 4,5                               | −0,1                              | 8,9                               |
| Temperatura mínima média (°C) | −5,0                              | −4,3                              | −1,1                              | 4,3                               | 9,6                               | 13,0                              | 15,4                              | 14,8                              | 10,5                              | 5,9                               | 2,2                               | −2,3                              | 5,3                               |
| Precipitação (mm) | 51                                | 46                                | 54                                | 58                                | 76                                | 79                                | 96                                | 72                                | 71                                | 52                                | 50                                | 51                                | 756                               |
| Dias com chuva | 9                                 | 8                                 | 9                                 | 8                                 | 9                                 | 9                                 | 10                                | 8                                 | 8                                 | 7                                 | 8                                 | 9                                 | 102                               |
| Umidade relativa (%) | 84                                | 82                                | 75                                | 67                                | 67                                | 68                                | 69                                | 68                                | 73                                | 78                                | 84                                | 84                                | 74,9                              |
| Insolação (h) | 2,6                               | 3,4                               | 5,5                               | 8,7                               | 10,0                              | 10,9                              | 10,9                              | 10,1                              | 7,2                               | 5,1                               | 3,4                               | 2,5                               | 80,3                              |
| Fonte: Climate-Data.org Dados: 1991−2021: temperatura mínima (°C), temperatura máxima (°C), precipitação (mm), umidade, dias chuvosos. Dados: 1999−2019: horas de sol |                                   |                                   |                                   |                                   |                                   |                                   |                                   |                                   |                                   |                                   |                                   |                                   |                                   |

## Demografia
Conforme os dados do Escritório Central de Estatística da Polônia (GUS) de 31 de dezembro de 2022, Kraśnik é uma cidade pequena com uma população de 31 744 habitantes (7.º lugar na voivodia de Lublin e 142.º na Polônia), tem uma área de 26,1 km² (14.º lugar na voivodia de Lublin e 220.º lugar na Polônia) e uma densidade populacional de 1 216 hab./km² (8.º lugar na voivodia de Lublin e 242.º lugar na Polônia). Nos anos 2002–2021, o número de habitantes diminuiu 8,4%.
Os habitantes de Kraśnik constituem cerca de 33,99% da população do condado de Kraśnik, constituindo 1,57% da população da voivodia de Lublin.
| Descrição                         | Total      | Total    | Mulheres   | Mulheres | Homens     | Homens   |
| --------------------------------- | ---------- | -------- | ---------- | -------- | ---------- | -------- |
| unidade                           | habitantes | %        | habitantes | %        | habitantes | %        |
| população                         | 31 744     | 100      | 16 927     | 53,3     | 14 817     | 46,7     |
| superfície                        | 26,1 km²   | 26,1 km² | 26,1 km²   | 26,1 km² | 26,1 km²   | 26,1 km² |
| densidade populacional (hab./km²) | 1 216      | 1 216    | 648,1      | 648,1    | 567,9      | 567,9    |

A idade média dos habitantes é de 45,2 anos, superior à idade média dos habitantes da voivodia de Lublin e superior à idade média dos habitantes de toda a Polônia. Kraśnik tem uma taxa de natalidade negativa de -287. Isso corresponde a um aumento natural de -8,53 por 1 000 habitantes de Kraśnik. 58,0% dos habitantes de Kraśnik estão em idade ativa, 14,2% em idade pré-ativa e 27,8% dos habitantes de Kraśnik são de idade pós-produtiva.

## Economia
Kraśnik é uma cidade onde a indústria tem uma ligeira vantagem sobre os serviços, o que está relacionado com a localização da fábrica de rolamentos em Kraśnik. Do total da população empregada, a maioria trabalha na indústria (cerca de 52%), enquanto a restante da população trabalha nos serviços e construção (cerca de 46%). Kraśnik é dominado por pequenas e médias empresas, também existem várias fábricas de produção maiores.
Principais indústrias localizadas em Kraśnik:
- Fabryka Łożysk Tocznych - Kraśnik S.A. — produção de rolamentos[18]
- Tsubaki-Hoover Polska Sp. z o. o. — produção de produtos de metal[19]
- Gumet — produção de borracha-metal e vedações de borracha
- Nabor — produção de borracha e produtos de borracha e metal
- AJG — Trabalhos de impressão
- Ekoflora Przedsiębiorstwo Ekiczne — produção de fertilizantes foliares multi-ingredientes para a agricultura[20]

Além destas, existem muitas empresas menores na cidade.
Há 261 pessoas trabalhando em Kraśnik por 1 000 habitantes. Isso é muito mais do que o valor da voivodia de Lublin e um valor comparável ao valor da Polônia. 47,3% de todos os trabalhadores são mulheres e 52,7% são homens. O desemprego registrado em Kraśnik foi de 7,9% em 2021 (8,2% entre as mulheres e 7,6% entre os homens). Isso é mais do que a taxa de desemprego registrada na voivodia de Lublin e muito mais do que a taxa de desemprego registrada em toda a Polônia.
Em 2021, o salário mensal bruto médio em Kraśnik foi de 4 683,04 PLN, correspondendo a 78,00% do salário bruto mensal médio na Polônia. Entre os residentes profissionalmente ativos de Kraśnik, 894 pessoas vão trabalhar em outras cidades e 2 293 trabalhadores vêm trabalhar de fora da comuna − portanto, o saldo de entradas e saídas de trabalho é de 1 399. 59,9% dos residentes economicamente ativos de Kraśnik trabalham no setor agrícola (agricultura, silvicultura, caça e pesca), 15,9% na indústria e construção e 7,0% no setor de serviços (comércio, conserto de veículos, transporte, hospedagem e gastronomia, informação e comunicação) e 1,0%trabalha no setor financeiro (atividades financeiras e de seguros, serviços imobiliários).

### Comércio
Existem também vários pontos de venda de redes de varejo em Kraśnik: Carrefour Express (2), Kaufland, Lidl (2), Stokrotka (2), Biedronka (4), Neonet, CCC, Media Expert e Rossmann (2) e Galeria Handlowa “London” e o Centro Comercial “Julia e Szymon”.

## Transportes

### Transporte rodoviário
Kraśnik é um importante entroncamento rodoviário da voivodia de Lublin. Estradas nacionais e provinciais se cruzam no Distrito Antigo:
- Via expressa S19 (Bielorrússia) — Kuźnica — Białystok — Lublin — Kraśnik — Janów Lubelski — Rzeszów. Em 2021, o desvio leste de Kraśnik foi aberto ao longo da via expressa S19. É via dupla em todo o seu comprimento;
- Estrada Nacional n.º 74 — (Łódź) — Sulejów — Kielce — Kraśnik — Janów Lubelski — Zamość — Zosin — (Ucrânia). Desde 2010, ela contorna o centro de Kraśnik com o desvio sul. É uma via única, mas tem 2 e 3 pistas e tem viadutos e um túnel em seu percurso.
- Estrada provincial n.º 833 — Kraśnik — Chodel — (Opole Lubelskie). Desde 31 de dezembro de 2021, ela contorna Kraśnik pelo desvio norte, ou seja, o chamado o pequeno anel viário de Kraśnik. Possui uma faixa de tráfego nos dois sentidos.

### Transporte ferroviário

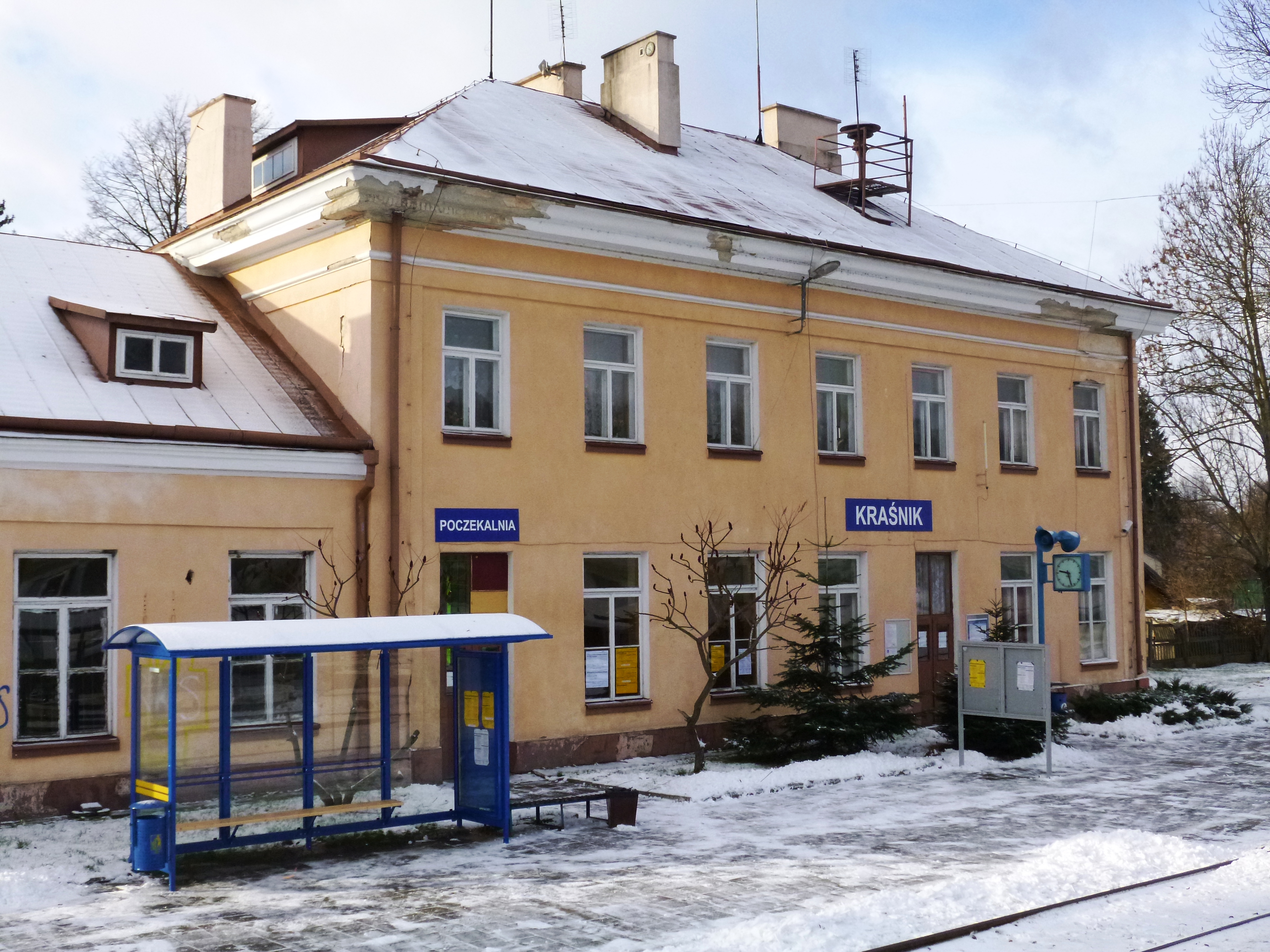
Estação ferroviária de Kraśnik

A linha ferroviária D29-68 Lublin Główny - Kraśnik - Stalowa Wola Rozwadów - Stalowa Wola Południe - Przeworsk atravessa Kraśnik. A estação ferroviária está localizada na rua Kolejowa, no bairro antigo. Atualmente, da estação pode-se chegar diretamente a muitas cidades polonesas.
As linhas de ônibus 2, 7 e 8 operadas pela Empresa Municipal de Transporte em Kraśnik partem da estação ferroviária do distrito de Fabryczna.
Até 2012, da estação ferroviária a Fabryka Łożysk Toczne (Kraśnik Fabryczny), corria um desvio ferroviário fechado há muito tempo, que foi desmontado. Em seu lugar, está prevista a construção do desvio norte de Kraśnik. Além dele, existem ainda desvios não utilizados para a Unidade Militar e uma serraria, demolida na década de 1990.

### Transporte público e de longa distância
Em Kraśnik, há transporte público e suburbano atendido pela Empresa Municipal de Transporte de Kraśnik e por transportadoras privadas. O transporte intermunicipal está prosperando, oferecendo destinos para, entre outros, Lublin, Kielce, Ostrowiec Świętokrzyski, Białystok, Cracóvia, Varsóvia, Puławy, Niska, Stalowa Wola, Tarnobrzeg, Janów Lubelski, Breslávia, Hrubieszów, Sandomierz, Rzeszów, Zakopane. A estação rodoviária está localizada na rua Lubelska, 47, no bairro antigo. No distrito de Fabryczna, na rua Mickiewicza, há um ponto de ônibus principal, de onde partem a maioria das linhas para Lublin, Stalowa Wola e cidades vizinhas.

## Educação
| Escolas primárias - Escola primária n.º 1 Maria Skłodowska-Curie — rua Tadeusz Kościuszko 23 - Escola primária n.º 2 Mikołaj Kopernik — rua Urzędowska 10 - Escola primária n.º 3 Adam Mickiewicz — rua Urzędowska 435 - Escola primária n.º 4 Coronel Makuszyński — rua Kolejowa 28 - Escola primária n.º 5 Henryk Sienkiewicz — rua Padre Jerzy Popiełuszko 1 - Escola primária n.º 6 Jan Paweł II (anteriormente Władysław Broniewski) — rua Grunwaldzka 2 - Escola primária n.º do Complexo Escolar Especial — rua Tadeusz Kościuszko 23 - Escola primária social 24.º Pułk Ułanów — rua Szpitalna 1a Outros estabelecimentos - 7 jardins de infância - Colégio de Música — Escola de Música Popular - Escola de Música de Primeiro Grau em Kraśnik - Escola de Música Jan z Lublina em Kraśnik | Escolas secundárias - Complexo escolar n.º 1 Tadeusz Kosciuszko — rua Armii Krajowej 25 - I Escola secundária - Escola Secundária Técnica n.º 1 - Escola secundária para adultos - Escola de Comércio de 1.º Grau n.º 1 - Complexo escolar n.º 2 Mikołaj Rej — rua General Władysław Sikorski 25 - II Escola secundária - Escola Secundária Técnica n.º 2 - Complexo Escolar n.º 3 — rua Juliusz Słowacki 7 - III Escola secundária Juliusz Słowacki - Escola de campeonatos esportivos — Escola secundária - Escola Secundária Técnica n.º 3 Juliusz Słowacki - Escola Industrial de Primeiro Grau n.º 2 Juliusz Słowacki - Escola secundária para adultos - Escola pós-secundária para adultos - Escolas do Centro de Formação Profissional em Lublin — Filial em Kraśnik — rua Lubelska 116 - Centro de Ciências e Negócios “Żak” - Filial em Kraśnik — rua Aleja Niepodległości 39 - Escola pós-secundária de dois anos - Escola pós-secundária de um ano - Ensino médio para adultos |

## Cultura
| Museus - Museu Regional - Museu do 24.º Regimento de Cavalaria - Museu São Floriano Galerias e exposições - Galeria de Arte “Odnowa” - Galeria “X” Cinemas - Metalowiec | Bibliotecas e salas de leitura - Biblioteca Pública Municipal - Filial n.º 1 - Filial n.º 2 Centros culturais - Centro de Cultura e Promoção - Centro Comunitário “Pomoc” |

### Mídia local
- Imprensa
  - “Głos Gazeta Powiatowa”
  - “Kurier Lubelski”, Kraśnik
  - “Dziennik Wschodni”, Kraśnik
  - Kraśnik24.pl[35]
- Televisão
  - Telewizja Kraśnik

## Religião
As seguintes igrejas e associações religiosas realizam atividades na cidade:

### Catolicismo
- Paróquia de Nossa Senhora das Dores — Kraśnik Fabryczny[36]
- Paróquia da Misericórdia Divina[37] — Piaski
- Paróquia de Santo Antônio de Pádua — Stacja Kolejowa[38]
- Paróquia de São José Operário[39] — Kraśnik Fabryczny
- Paróquia da Assunção da Bem-Aventurada Virgem Maria[40] — Stary Kraśnik
- Igreja do Espírito Santo (igreja reitoral)[41] — Stary Kraśnik

### Protestantismo
- Igreja de Deus na Polônia:
  - Igreja de Deus “Família”[42]
- Igreja Pentecostal:
  - Congregação da Igreja Pentecostal “Boa Notícia”[43]

### Testemunhas de Jeová
- Duas congregações das Testemunhas de Jeová: Kraśnik-Fabryczny e Kraśnik-Sul

## Esportes
Clubes esportivos que operam na cidade
- Fabryczny Klub Sportowy Stal Kraśnik — um clube de futebol que joga na 4.ª liga de Lublin (temporada 2021/2022)[44]
- Ludowy Klub Sportowy Tęcza Kraśnik[45] — futebol (o time atua na classe A, Lublin grupo I), tênis de mesa
- Uczniowski Klub Pływacki “Fala” Kraśnik[46] – natação
- Ludowy Uczniowski Klub Sportowy “Suples” — luta
- Kraśnicki Międzyszkolny Klub Sportowy Kraśnik[47] — handebol
- Kraśnicka Akademia Taekwon-do — taekwondo,[48] kickboxing[49]
- Międzyszkolny Uczniowski Klub Sportowy Kraśnik[47] — futebol
- Ludowy Klub Sportowy Kowalin[50] — futebol
- Szkolny Klub Biegowy Kraśnik[51] — atletismo
- Szkolny Klub Tenisa Stołowego “Dwójka” Kraśnik[52] tênis de mesa
- Uczniowski Klub Sportowy Biało-Czarni[53] — basquetebol
- UKSKT Kraśnik (Clube esportivo estudantil de caratê tradicional no Complexo de Instituições Educacionais n.º 2 em Kraśnik)
- Fantan Kraśnik[54] — dança de salão
- Low-Kick Kraśnik[55] — kickboxing
- Racing Team Kraśnik[56] — ciclismo
- Sparta Kraśnik[57] — boxe

Instalações esportivas
O Centro Esportivo e Recreativo Municipal desempenha um papel significativo na cidade ao nível esportivo e recreativo.
Instalações do Centro esportivo e recreativo municipal:
- Piscinas:
  - Piscina coberta (25-m)
  - Piscina externa (50-m)
- Sauna
- Campos:
  - Campo principal com arquibancadas para 2 000 lugares e uma pista de atletismo (400 m)
  - Campo lateral de treinamento
  - Dois campos gramados para mini futebol
  - Três quadras de voleibol de praia
  - Quadras de asfalto para handebol e basquetebol
  - Três quadras “Orlik”
- Cinco quadras de tênis de saibro
- Parque infantil
- Rinque de patinação
- Skatepark